# Ян Піотровський
Ян Піотровський (пол. Jan Piotrowski; 1550, Великопольща — 17 квітня 1591) — мемуарист і епістолограф Речі Посполитої.

## Біографія
Походив зі шляхетської родини Великопольщі. Навчався в Інгольштадті (Баварія) і Падуї (Італія). За протекції великого маршалка коронного Анджея Опалінського від бл. 1572 і до смерті був королівським секретарем (служив за 4-х королів).
Із 1576 — канонік краківський, потім — познанський і гнєзненський, кустош (куратор; наглядач кількох кляшторів або всіх маєтностей дієцезії) сандомирський, від 1585 — декан у Познані.
У 1581—1582 роках супроводжував польського короля Стефана Баторія в поході на Псков, перебував у оточенні канцлера коронного Яна Замойського. Написав тоді серію листовних реляцій з військового табору, адресованих Анджею Опалінському. Листи Піотровського вважаються основним джерелом до історії Лівонської війни 1558—1583 (часи 3-го походу польського короля Стефана Баторія проти російського царя Івана IV). Російською мовою їх видавав Михайло Коялович 1867, польською — Ігнатій Полковський (вийшли під назвою «Sprawy wojenne Króla Stefana Batorego» у виданні: «Acta Historica…», т. 11, 1887) та Александер Чучинський (під назвою «Dziennik wyprawy Stefana Batorego pod Psków», 1894).